# دیوید تری
دیوید تری (انگلیسی: David Tree؛ ۱۵ ژوئیه ۱۹۱۵ – ۴ نوامبر ۲۰۰۹) یک هنرپیشه اهل بریتانیا بود. 
از فیلم‌ها یا برنامه‌های تلویزیونی که وی در آن نقش داشته است می‌توان به پیگمالیون اشاره کرد.